# Randall Leal
Randall Enrique Leal Arley (ur. 14 stycznia 1997 w San José) – kostarykański piłkarz grający na pozycji skrzydłowego lub ofensywnego pomocnika w amerykańskim Nashville SC i reprezentacji Kostaryki.

## Kariera
Jest wychowankiem Belén FC. W 2015 roku trafił do belgijskiego KV Mechelen. Po trzech latach powrócił do Kostaryki. Występował w Deportivo Saprissa. W 2020 roku przeniósł się do nowo powstałego amerykańskiego klubu Nashville SC.
W dorosłej reprezentacji Kostaryki zadebiutował 7 września 2018 roku w meczu z Koreą Południową. Znalazł się w kadrze na Złoty Puchar CONCACAF 2019.